# Karl Florentin Leidenfrost
Karl Florentin Leidenfrost (* 11. Mai 1783 in Kölleda; † 24. März 1834 in Weimar) war ein deutscher Gymnasiallehrer, Übersetzer und Biograph.

## Leben
Karl Florentin Leidenfrost war der zweite Sohn des Apothekers August Ernst Leidenfrost. Er besuchte das Gymnasium in Weimar und studierte dann an der Universität Leipzig. Danach wurde er für vier Jahre Hofmeister beim Grafen von Schlippenbach in Schönermark. Hier lernte er seine spätere Frau kennen. Leidenfrost wurde dann Hofmeister bei Wilhelm von Burgsdorf in Ziebingen. Hier trat er dem Freimaurerorden bei. Über Leipzig und Eilenburg kam er nach Weimar, wo er als Französischlehrer an das dortige Gymnasium eingestellt wurde.

## Werke
- James Prior: Beschreibung einer Reise in das Indische Meer. Übersetzt durch Leidenfrost, Weimar 1819 (Digitalisat)
- John Luccock: Bemerkungen über Rio de Janeiro und Brasilien. Übersetzung durch Leidenfrost, Weimar 1821 (Digitalisat)
- William Tell Harris: Bemerkungen auf einer Reise durch die Vereinten Staaten von Nord-Amerika. Übersetzung von Leidenfrost, Weimar 1822 (Digitalisat)
- Historisch-biographisches Handwörterbuch der denkwürdigsten, berühmtesten und berüchtigsten Menschen aller Stände, Zeiten und Nationen. Ilmenau 1824–1827
  - 1. Band, A–Cam., 1824 (Digitalisat)
  - 2. Band, Can–Gz,  1824 (Digitalisat)
  - 3. Band, Ha–Marlb., 1825 (Digitalisat)
  - 4. Band, Marli–Ricc., 1826 (Digitalisat)
  - 5. Band, Rich.–Zz., 1827 (Digitalisat)
- Abriß einer Lebens- und Regentengeschichte Alexanders I., Kaisers von Rußland. Ilmenau 1826 (Digitalisat)
- Churfürst Friedrich II und seine Brüder … Jena 1827 (Digitalisat)
- Französischer Heldensaal. Ilmenau 1828 (Digitalisat)